# Máté Kiss
Máté Kiss (Győr, 30 aprile 1991) è un calciatore ungherese, centrocampista del Győri ETO.